# Agathomyia dichroa
Agathomyia dichroa är en tvåvingeart som beskrevs av Shatalkin 1980. Agathomyia dichroa ingår i släktet Agathomyia och familjen svampflugor. Inga underarter finns listade i Catalogue of Life.